# Носович Павло Іванович
Павло Іванович Носович (1829–1887) — військовий педагог та організатор навчального процесу генерального штабу генерал-майор.

## Біографія
Народився, за даними Половцова, в 1829 році; за іншими даними — 19.04.1830.
Проведений в офіцери 13 червня 1848 року. У 1866—1877 роках директор Новгородського графа Аракчеєва кадетського корпусу, потім директор 1-го кадетського корпусу. Найвищим наказом 20 травня 1868 року проведений у генерал-майори зі старшинством від 30 серпня 1869 року.
Помер 16 (28) жовтня 1887 року.

### Нагороди
- орден Святої Анни ІІ ступеня (1864), імператорська корона до ордену (1866);
- орден Святого Володимира ІІІ ступеня (1870);
- орден Святого Станіслава І ступеня (1872);
- орден Святої Анни І ступеня (1880).

## Сім'я
Був одружений з Софією Дмитрівною Масловою (1839-?), дочкою підполковника Дмитра Миколайовича Маслова. Їхні діти:
- Дмитро (1862 — не раніше 1925[4])[5]
- Віктор (? -?)
- Володимир (1864—1936)
- Ольга; її чоловік — Олександр Дмитрович Протопопов